# 越原血蜱
越原血蜱（学名：Haemaphysalis yeni）为硬蜱科血蜱屬下的一个种。